# Martes martes
La martora o martora eurasiatica (Martes martes Linnaeus, 1758) è un mammifero carnivoro appartenente alla famiglia Mustelidae.

## Sistematica
Tradizionalmente la specie si suddivideva in 7 sottospecie, di cui tre presenti in Italia: Martes martes martes (Linnaeus, 1758) sarebbe la sottospecie tipo, alle quali si aggiungono le sottospecie Martes martes notialis (Cavazza, 1912) e Martes martes latinorum (Barret-Hamilton, 1904). La suddivisione interna è però oggetto di revisione e si ritiene che l'identificazione di una sottospecie sarda non sia più valida.

## Caratteristiche
Il corpo è slanciato, lungo 35–55 cm, con coda di 25–30 cm. Il peso vivo di un adulto in media è di 0,8-1,2 kg. Il pelo è folto, morbido e lucente, sul dorso giallognolo marrone o marrone scuro, sul muso, la fronte e le guance marrone chiaro, sui fianchi e sul ventre giallognolo con ombre marroni scure sulle zampe. La gola e il sottogola sono spesso color tuorlo d'uovo, talvolta giallo chiaro. La macchia golare, a differenza della faina, non si estende mai verso gli arti. Il muso è allungato e le orecchie rotondeggianti, gli arti sono robusti e provvisti di forti unghie.

## Distribuzione e habitat
La martora vive nelle aree forestali della regione Paleartica occidentale: estende il proprio areale su tutta l'Europa dall'Irlanda e dalla Spagna settentrionale all'Italia meridionale, fino ai Balcani settentrionali, e al limite della vegetazione arborea in Scandinavia e Finlandia settentrionale; è diffusa inoltre dall'Asia Minore e dall'Iran alla Russia settentrionale e alla Siberia occidentale. È assente in Grecia ad eccezione dell'isola di Corfù, ma è presente in alcune isole del Mar Mediterraneo: Minorca, Maiorca, Corsica, Sardegna, Sicilia ed Elba.
In Italia è diffusa in aree di collina e montagna con una distribuzione frammentata. Tuttavia la sua distribuzione è in aumento, anche in zone di pianura, come dimostra il ritrovamento di un maschio investito a soli due chilometri dalla città di Crema, avvenuto nell'agosto 2012. È stata avvistata anche a Porto Viro il 26 gennaio 2019 e a Castel di Decima, Roma, nell’ottobre del 2021.
 
L'origine della martora in Italia e in Sicilia viene fatta risalire al tardo Pleistocene, mentre è incerta l'origine nell'Elba e in Sardegna. Si ritiene che in queste due isole l'introduzione della martora sia stata effettuata dall'uomo in epoca preistorica, ma non si hanno sufficienti informazioni in proposito.

L'habitat tipico della martora è rappresentato dai boschi puri o misti di latifoglie e aghifoglie fino ai 2000 metri di altitudine.  In Sardegna e Corsica, per lo scarso numero di specie carnivore che occupano la stessa nicchia ecologica, vive anche nella macchia mediterranea e talvolta si insinua in aree antropizzate. In generale preferisce però la vegetazione fitta, in grado di offrirle un'adeguata protezione e rifugge gli ambienti aperti; solo in periodi di ristrettezze alimentari si spinge fino alle fattorie per predare soprattutto i volatili domestici.

## Biologia
Animale solitario e di abitudini notturne, di giorno si rifugia tra la vegetazione, preferibilmente nella chioma degli alberi. Talvolta è tuttavia osservabile anche in pieno giorno. Stabilisce di preferenza i propri rifugi su alberi che presentino cavità naturali o scavate da altri animali. Molto agile, è in grado di spostarsi rapidamente sulle chiome degli alberi compiendo anche lunghi salti.

### Alimentazione
La sua attività predatoria interessa i piccoli vertebrati, soprattutto uccelli, ma anche roditori e lagomorfi. Integra la dieta con invertebrati e frutta. La convinzione popolare che essa abitualmente, dopo aver assalito la preda, ne recida subito la carotide per berne il sangue, è errata.

### Riproduzione
Si riproduce una volta l'anno, con accoppiamenti nel cuore dell'estate. La gestazione si protrae fino a 259-285 giorni a causa di un temporaneo arresto dello sviluppo dell'ovulo fecondato. L'impianto nella mucosa uterina avviene solo dopo 220-240 giorni dall'accoppiamento, dopodiché lo sviluppo embrionale si svolge in maniera molto rapida (27-45 giorni). I piccoli, da tre a cinque, vengono al mondo nella primavera successiva, tra marzo e maggio e vengono curati solo dalla madre, rendendosi indipendenti al terzo mese.

### Socialità
La struttura sociale è basata sulla territorialità rigida sia dei maschi sia delle femmine. Animali solitari, i maschi delimitano il loro territorio difendendolo dalle intrusioni di individui della stessa specie e dello stesso sesso. Il territorio di un maschio in genere coincide con quello di una o più femmine. I giovani dello stesso sesso sono tollerati fino a poco prima del raggiungimento della maturità sessuale e non oltre i 18 mesi.

### Escrementi
Lungo i bordi di sentieri o sulle pietre si possono osservare gli escrementi, lunghi 8–10 cm, di colore scuro e dal forte odore penetrante. Sono avvolti a spirale e, solo ad una estremità, terminano con una lunga punta.

## Stato e conservazione
A causa della rigida territorialità di questa specie, le principali minacce per la martora provengono dalla riduzione e dalla frammentazione degli ambienti forestali per disboscamenti, incendi e per l'eccessiva penetrazione antropica. Non si hanno informazioni sufficienti sulla popolazione italiana, ma si ritiene che ci sia stato un calo proprio a causa della minore estensione del suo habitat naturale. Fino agli anni '70 del secolo scorso era infatti considerata animale nocivo, da uccidere con ogni mezzo ma poco comune a causa della mancanza di habitat adatti (boschi). Negli ultimi anni sono numerosi gli avvistamenti nel Molise, dove spesso restano vittime delle auto negli attraversamenti carrabili. Nel 2021 è stato avvistato un esemplare da una fototrappola nei monti Sibillini, dove non si vedeva da molti anni.. Negli ultimi decenni risulta piuttosto comune nell'Appennino tosco-romagnolo, come attestato da fototrappolaggio, esemplari investiti, o intenti a nutrirsi di piccoli animali uccisi dalle auto.  Non è ancora ritenuta specie a rischio a livello nazionale ed europeo, ma in Sardegna è classificata come specie rara. Lo status di protezione è garantito dalla Legge n. 503 del 1981 Allegato III (che recepisce la Convenzione di Berna) e, in Sardegna, dalla Legge regionale n. 23 del 1998.

## Impiego
Il pelo della martora è usato come fibra naturale per la setola dei pennelli di pregiata fattura.